# Draconarius acidentatus
Draconarius acidentatus är en spindelart som först beskrevs av Peng och Yin 1998.  Draconarius acidentatus ingår i släktet Draconarius och familjen mörkerspindlar. Inga underarter finns listade i Catalogue of Life.